# Африканская циккаба
Африканская циккаба (лат. Strix woodfordii) — африканский вид сов из рода неясытей.

## Описание
Африканская циккаба длиной от 30 до 35 см. Перьевые ушки отсутствуют. Окраска оперения, в основном, коричневая. На верхней части тела имеются белые крапины. Окраска оперения нижней части тела от белёсого до коричневатого цвета с серыми и красновато-коричневыми поперечными полосами. Брови белёсые. Радужины тёмно-коричневые. Клюв и неоперенные пальцы ног желтоватые.

## Распространение
Африканская циккаба распространена в Африке к югу от сахеля. Ареал охватывает территорию от Сенегала и Гамбии до Эфиопии и Анголы, Ботсваны и Зимбабве. Вид населяет также Мозамбик и Капскую провинцию Южной Африки. Это оседлая птица, обитающая, прежде всего, на опушках первичных лесов, в лесу вдоль рек, а также на плантациях на высоте до 3 700 м над уровнем моря.

## Образ жизни
Африканская циккаба активна ночью и в сумерки. Днём птицы сидят в одиночку или парами в густой листве чаще высоко на деревьях. Прежде чем покинуть своё место привала, чтобы отправиться на охоту, птица делает потягивающие движения. Питается преимущественно насекомыми, а также лягушками, рептилиями, мелкими млекопитающими и птицами.

## Размножение
Африканская циккаба — это территориальный вид. В начале периода размножения особенно часто можно услышать пение птиц. Они гнездятся преимущественно в дуплах деревьев. В кладке, как правило, от одного до двух яиц, отложенных с промежутком от 2-х до 4-х дней. Высиживает только самка, а самец снабжает её в течение инкубационного периода кормом. Инкубационный период составляет 31 день. Молодые птицы появляются на свет так же с промежутком времени, соответствующим промежутку кладки яиц. Самки прячут птенцов под крыльями, пока им не исполнится примерно 3 недели. В возрасте от 23 до 37 дней молодые птицы покидают дупло, однако, летать они пока не способны. Только в возрасте 46 дней они, как правило, становятся способны летать.